# École du personnel navigant d'essais et de réception
L'École du personnel navigant d'essais et de réception (EPNER), basée au centre d'essais en vol d'Istres, a pour vocation de former les équipages navigant d'essais impliqués dans les vols d'essais.

## Historique
L'école est fondée en 1946 par les ingénieurs et pilotes François Hussenot, Maurice Cambois et Charles Cabaret sur le site du Centre d'essais en vol de Brétigny-sur-Orge ; en 1962, l'école est déplacée sur la base aérienne d’Istres.

## Présentation
L'école dépend de la direction générale de l'Armement et a pour vocation de former les équipages impliqués dans les vols d'essai ; il s'agit d'un enseignement théorique complété par la réalisation d'exercices d'essais pratiques qui permettent de tester en vol les caractéristiques des aéronefs, dans les meilleures conditions de sécurité.
Elle forme ainsi :
- des pilotes d'essai ;
- des ingénieurs navigants d'essai ;
- des mécaniciens et expérimentateurs navigants d'essai ;
- des contrôleurs aériens pour les essais en vol ;
- des parachutistes d'essai.

La haute qualité de cet enseignement, basé sur un travail d'équipe entre pilotes, ingénieurs et contrôleurs aériens, est reconnue par les plus hautes instances de la communauté aéronautique internationale.
L'école possède plusieurs salles de cours et un amphithéâtre équipés en matériels informatiques les plus récents. Un simulateur de vol est également disponible.

## Flotte

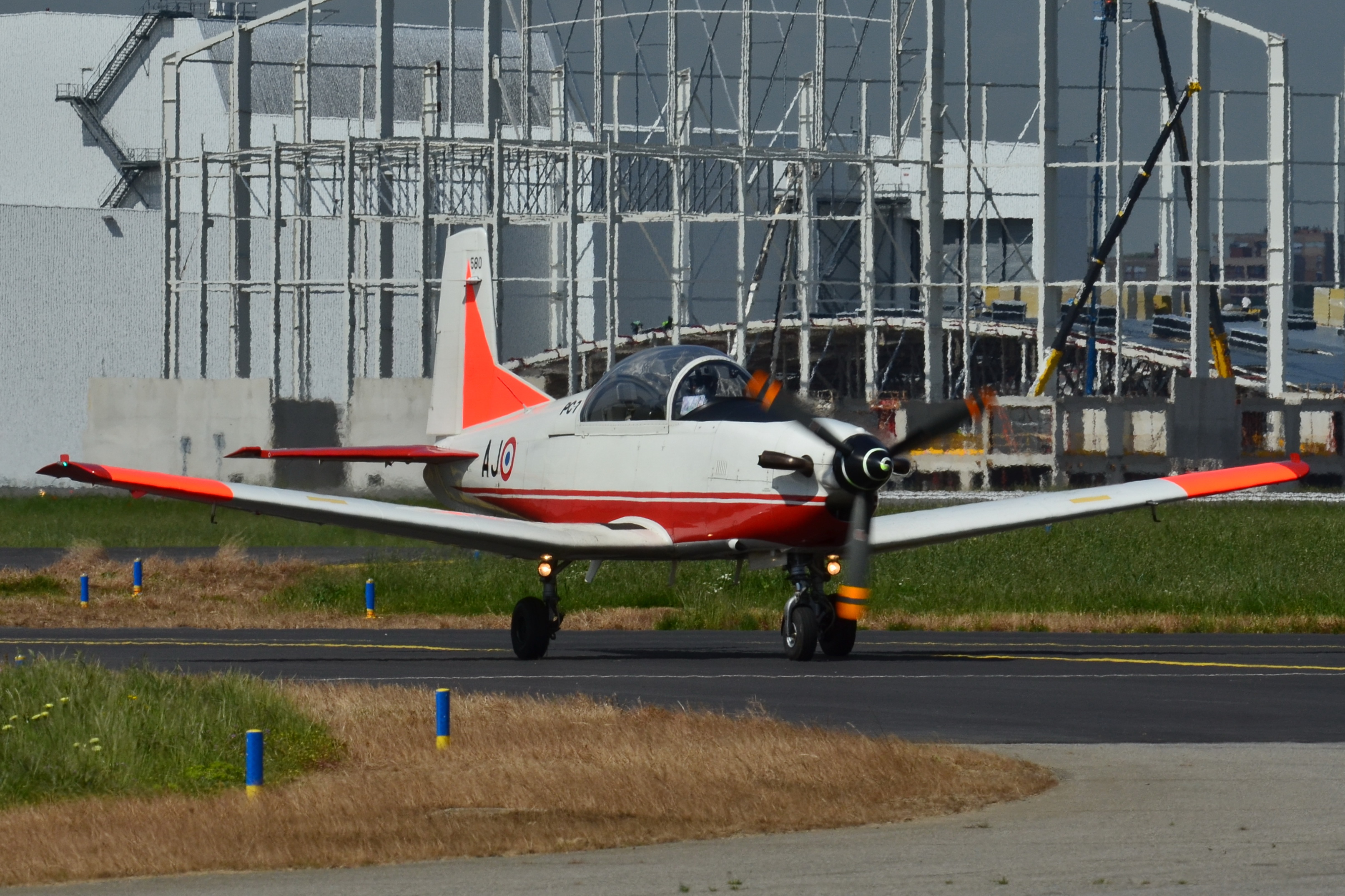
Le Pilatus PC-7 F-ZJAJ à l'aéroport de Toulouse-Blagnac en 2013.

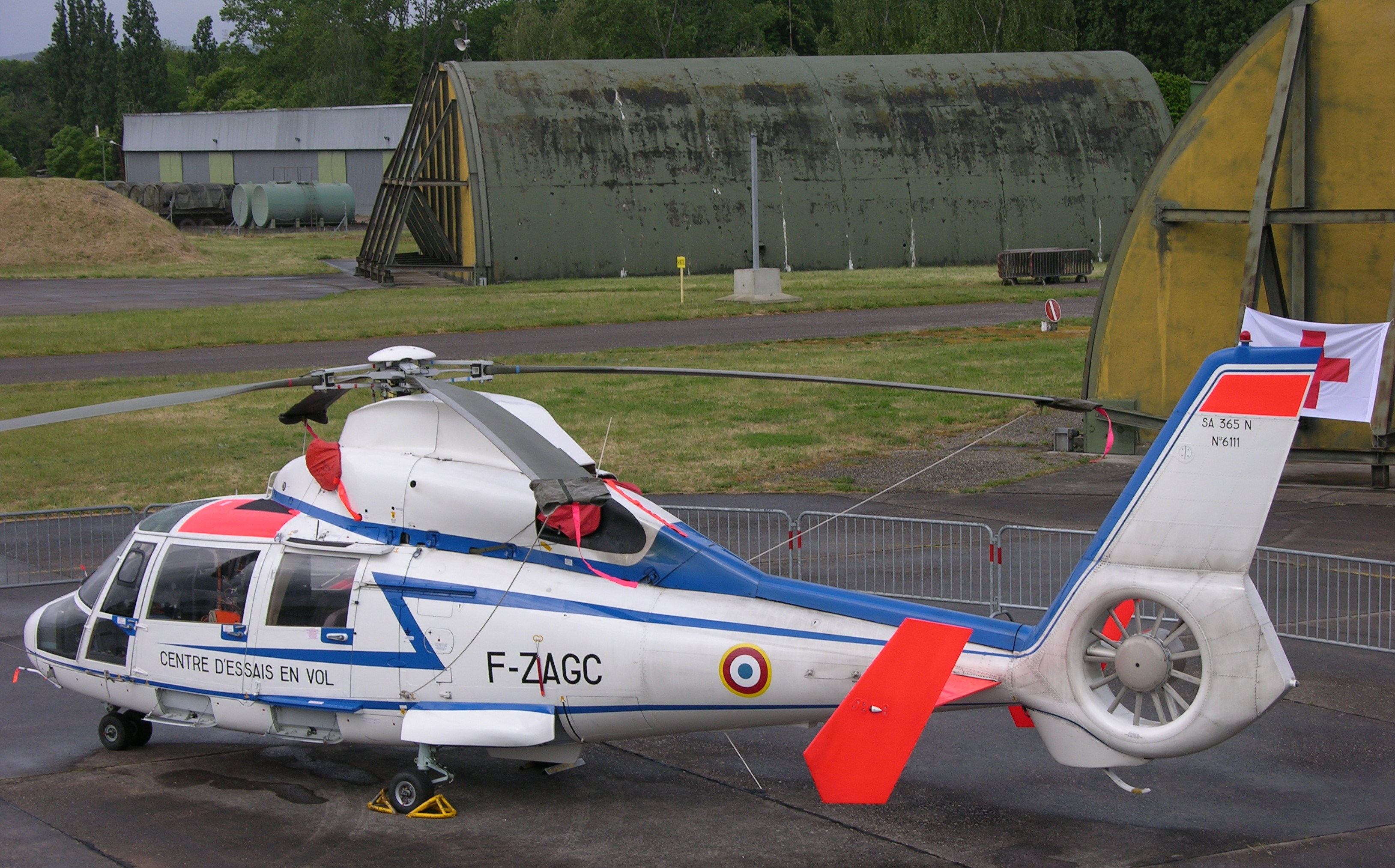
Un Eurocopter AS-365N Dauphin 2.

En 2012, l'EPNER dispose d'une flotte aérienne — appartenant de manière organique à la DGA Essais en vol — composée des aéronefs suivants :
- Avions :
  - Dassault Mirage 2000B ;
  - Dassault Mystère XX ;
  - Dassault-Breguet/Dornier Alpha Jet E ;
  - Pilatus PC-7[3] : 3 en service en 2019. Livrés à la Délégation Générale pour l'Armement au mois de mai 1991 au centre d'essais en vol (s/n 576, 577, 578, 579 et 580, immatriculés de F-ZJAF à F-ZJAJ). Utilisé par la DGA Essais en vol et l'EPNER, dont seul le PC-7 s/n 578 en porte les couleurs[4]. En 2015, 4 sont positionnés sur la base aérienne 120 Cazaux[5] et 1 est stocké (s/n 577). En 2018, 2 appareils sont basés à Istres (EPNER) et 1 à Cazaux (DGA EV)[6]. En 2015, la DGA lance un appel d'offres pour le maintien en condition opérationnelle de quatre PC-7[5]. En 2018, un nouvel appel d'offres est lancé pour trois appareils[6]. Il a été attribué en août 2019 à Pilatus Aircraft en Suisse[7]. ;
- Hélicoptères :
  - Aérospatiale SA-330Ba Puma ;
  - Eurocopter AS-365N Dauphin 2 ;
  - Eurocopter AS-550 Fennec.

La DGA Essais en Vol met aussi parfois à disposition de l’EPNER certains de ses SOCATA Rallye 235 et Wassmer CE-43 de liaisons et de communication.

### Le MiG-21US F-ZAGR

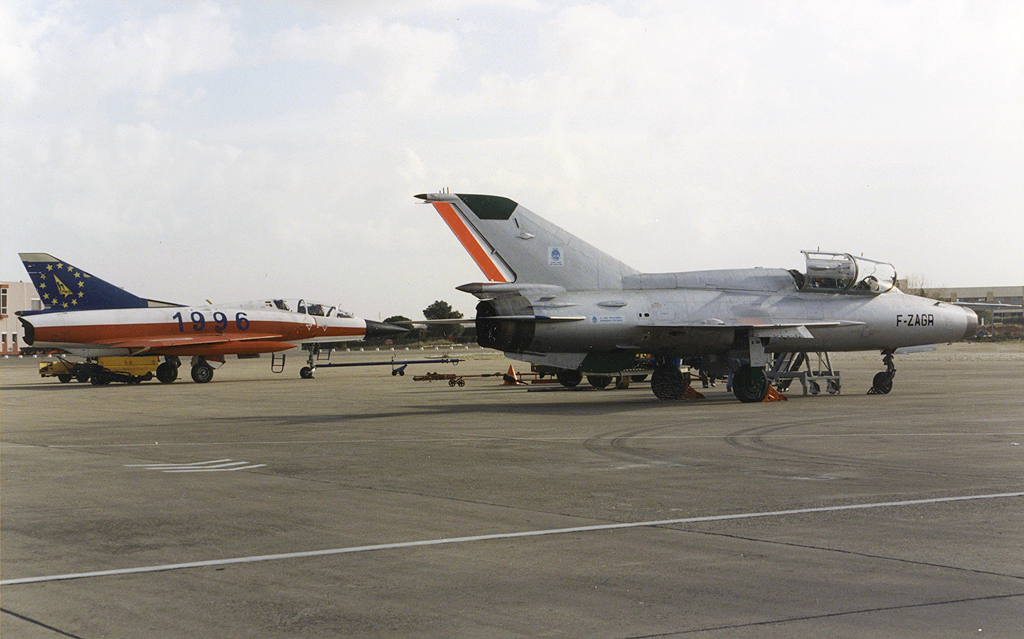
Le MiG-21 F-ZAGR en avril 2001, avec, en arrière-plan, un Mirage III, aux couleurs du de l'EPNER.

Le MiG-21US 241 fut construit dans l'usine No 700 à Nijni Novgorod en 1969 sous le numéro de série no 02685141. Il servit dès sa livraison dans la force aérienne tchécoslovaque sous le numéro 0241. Radié de l'armée de l'air tchèque (Cesk Letectvo a Protivzdusna Obrana) en 1993, il fut alors affecté à l'Institut historique de l'armée tchèque, une organisation indépendante de la force aérienne sous la tutelle du ministère de la défense. À ce point, il fut loué au VZLU (Výzkumný a zkušební letecký ústav une organisation étatique chargée des essais en vol, partie intégrante du ministère de l'industrie) et vola sous l'immatriculation OK-004, pour servir principalement d'avion d'accompagnement et de prises de vues d'un autre MiG-21 biplace célèbre, le MiG-21U OK-016, un avion spécialement aménagé pour effectuer des essais de siège éjectable dans le cadre du programme naissant de l'Aero L-159 Alca. La mission du OK-004 consistait principalement à collecter des données filmées sur les séquences d'éjection du programme d'essai. Il fut ensuite échangé en 1999 à un collectionneur privé contre un T-33 ex-armée de l'air et ex-Texas ANG (Tail number No 8550), puis immatriculé F-ZAGR en 2001 par la DGA dans le cadre d'un contrat entre l'EPNER et une PME spécialement créée à cet effet aux fins d'entraînement et d'évaluation des stagiaires sur machine de combat supersonique à commandes hydrauliques directes (sans assistance informatisée), le coût opérationnel des Dassault Mirage III affectés à cet usage devenant prohibitif. Quoique déclaré « bon de vol » à l'issue de cinq vols de réglage et de réception, le contrat ne fut pas poursuivi à son terme et l'avion réexporté vers les États-Unis en 2003. C'est à ce jour le seul appareil de ce type ayant volé sous les couleurs d'un État européen occidental à l'exception des machines allemandes de l'ancienne Luftstreitkräfte (ex-NVA) et des appareils finlandais de la Suomen ilmavoimat. Il est également le dernier à avoir ouvert une nouvelle séquence d'utilisation du type dans l'armée d'un État souverain, le 64e, ou 68e si l'on inclut dans les statistiques les versions chinoises Chengdu J-7.

## Patrimoine
Le musée de l'Air et de l'Espace du Bourget expose dans son hall des voilures tournantes un Sikorsky H-34 ayant appartenu à l'EPNER et dont il arbore encore le logo.

## Structures similaires
Actuellement au moins sept autres écoles de ce type existent dans le monde : 
- l'Empire Test Pilots School (en) au Royaume-Uni ;
- la United States Air Force Test Pilot School aux États-Unis ;
- la United States Naval Test Pilot School aux États-Unis ;
- la National Test Pilot School (en) aux États-Unis ;
- l'Esquadrão de Formação em Ensaios em Voo (pt) (EFEV) au Brésil ;
- l'Indian Air Force Test Pilot School (en) en Inde ;
- l'École des pilotes d'essais de Joukovski ШЛИ (Школа летчиков-испытателей) en Russie.

Seules sept écoles au monde sont reconnues par l'Association internationale des pilotes d’essai.